# Tombé (chanson)
Pour l’article homonyme, voir Tombé.
Singles de M. Pokora
Ouh na na
(2019)
Pistes de Pyramide
Perdu
(10) L'Amour vs. l'Amitié
(12)
Tombé est une chanson du chanteur français M. Pokora extraite de son huitième album Pyramide. Elle est sortie le 12 juin 2019 en tant que troisième single de l'album.

## Liste du titre
| 1. | Tombé | Renaud Rebillaud, Slimane | 3:53 |

## Classements et certifications
| Classement (2019-20)                    | Meilleure position |
| --------------------------------------- | ------------------ |
| Belgique (Flandre Ultratip 100)         | Tip                |
| Belgique (Wallonie Ultratop 50 Singles) | 4                  |
| Belgique (Wallonie Ultratop 50 Airplay) | 2                  |
| France (SNEP)                           | 32                 |
| France (SNEP Ventes)                    | 4                  |
| France (SNEP Radio)                     | 7                  |
| France (SNEP Streaming)                 | 74                 |
| France (SNEP Téléchargement)            | 8                  |
| Suisse (Charts Romandie)                | 11                 |

| Classement (2019)            | Position |
| ---------------------------- | -------- |
| Belgique (Wallonie Ultratop) | 35       |
| France (SNEP)                | 155      |

### Certifications
| Pays                                                             | Certification | Ventes      |
| ---------------------------------------------------------------- | ------------- | ----------- |
| France (SNEP)                                                    | Diamant       | 50 000 000* |
| *Ventes selon la certification xNon précisé par la certification |               |             |

## Historique de sortie
| Pays   | Date         | Format                    | Label       |
| ------ | ------------ | ------------------------- | ----------- |
| France | 12 juin 2019 | Téléchargement, streaming | TF1 Musique |